# Liam Boyle
Liam Boyle (Bolton, 19 september 1985) is een Brits acteur.

## Biografie
Boyle werd geboren in Bolton en groeide op in Heywood. Het acteren leerde hij aan de Oldham Theatre Workshop, een theatergezelschap dat actief is in het noordwesten van Engeland.
Boyle begon in 2005 met acteren in de film Love + Hate, waarna hij nog rollen speelde in films en televisieseries.

## Filmografie

### Films
Uitgezonderd korte films.
- 2013 The Look of Love - als Derry
- 2012 Truth or Dare - als Paul
- 2011 Powder - als Keva McCluskey
- 2009 Awaydays - als Elvis
- 2007 Instinct - als Jake
- 2005 Magnificent 7 - als Liam
- 2005 Love + Hate - als Steve

### Televisieseries
Uitgezonderd eenmalige gastrollen.
- 2021-2023 Emmerdale Farm - als Alex Moore - 36 afl.
- 2019 Coronation Street - als Abe Crowley - 10 afl.
- 2013 Skins:Rise - als Louie - 2 afl.
- 2012 Scott & Bailey - als Dominic Bailey - 8 afl.
- 2009-2011 Land Girls - als Billy Finch - 10 afl.
- 2008 Spooks: Code 9 - als Charlie Green - 6 afl.
- 2006-2007 The Street - als Mick - 2 afl.
- 2006-2007 Drop Dead Gorgeous - als Darren Fairhurst - 10 afl.
- 2006 Goldplated - als Russell - 2 afl.
- 2005-2006 Shameless - als Mick - 2 afl.

- Biblioteca Nacional de España: XX5551703
- International Standard Name Identifier: 0000 0001 3200 8478
- Library of Congress Control Number: no2011159349
- Virtual International Authority File: 187547782
- WorldCat: E39PBJxMjTrKQjMbgXwqwKWJjC